# Vitali Gorulyov
Vitali Aleksandrovich Gorulyov (tiếng Nga: Виталий Александрович Горулёв; sinh ngày 30 tháng 7 năm 1998) là một cầu thủ bóng đá người Nga thi đấu cho F.K. Zenit-2 Sankt Peterburg.

## Sự nghiệp câu lạc bộ
Anh có màn ra mắt tại Giải bóng đá Quốc gia Nga cho F.K. Zenit-2 Sankt Peterburg vào ngày 8 tháng 7 năm 2017 trong trận đấu với F.K. Shinnik Yaroslavl.